# Мяснянкін Володимир Іванович
Володимир Іванович Мяснянкін (нар. 18 червня 1941) — український радянський діяч, секретар Кіровоградського обласного комітету КПУ, 1-й секретар Олександрійського міського комітету КПУ Кіровоградської області.

## Біографія
Освіта вища. Член КПРС.
З січня 1974 року працював у Олександрійському міському комітеті КПУ Кіровоградської області.
З лютого 1975 до 1979 року — заступник голови виконавчого комітету Олександрійської міської ради депутатів трудящих Кіровоградської області.
У 1979—1984 роках — 1-й секретар Олександрійського міського комітету КПУ Кіровоградської області.
До грудня 1988 року — інспектор ЦК КПУ.
24 грудня 1988 — 1991 року — секретар Кіровоградського обласного комітету КПУ з питань соціально-економічному розвитку.
На 1995—2000 роки — заступник голови Кіровоградської обласної державної адміністрації.
З 2000 року — керівник Фонду сприяння безпеці дорожнього руху в Кіровоградській області.
Потім — на пенсії в місті Кіровограді (Кропивницькому).

## Нагороди
- ордени
- медалі